# Cassandra Pickett Durham
Cassandra Pickett Windsor Durham (Fairfield, 21 de mayo de 1824-Americus, 18 de octubre de 1885) fue una médica estadounidense y la primera mujer en obtener un título médico en el estado de Georgia.
Durham nació en el condado de Fairfield, Carolina del Sur. Su padres fueron John Jeptha Pickett Sr. y Nancy Boulware. Creció en el condado de Stewart y se casó con Jonathan Windsor en 1845; después de la muerte de Windsor seis años más tarde, se casó con John Pryor Durham, un médico, en 1854. Cassandra Durham acompañaría a menudo a su segundo marido cuando atendía a los pacientes, y juntos tuvieron cuatro hijos. Después de que su esposo murió en 1869, envió a sus hijos a vivir con parientes y se trasladó a Macon para poder estudiar en el Reform Medical College.
Después de graduarse en el Reform Medical College, Durham se convirtió en la primera mujer en el estado de Georgia en obtener un título en medicina. Se trasladó a Americus, Georgia, y ejerció la medicina ecléctica, recolectando y preparando las plantas medicinales ella misma. En 1871, un periódico local en Americus se refirió a ella como "Doctress en medicina" y "una adquisición profesional para la ciudad". Ejerció la profesión en Americus por más de 15 años, y aunque algunos doctores masculinos objetaron su práctica, construyó un exitoso grupo de pacientes en y alrededor de Americus. Un periodista local escribió en ese momento que Durham "tiene un conocimiento tan bueno de la medicina como la mayoría de los caballeros que la practican. Ella tiene el respeto de cada caballero y señora de esta área y está haciendo buenos negocios."
Durham murió de repente en 1885 cuando desarrolló un Accidente cerebrovascular mientras trataba a un paciente.

## Legado
Después de la muerte de Durham, cuatro generaciones sucesivas de su familia continuaron la práctica de la medicina. Ella fue incluida en la lista de Georgia Women of Achievement en 1993.